# Staffan Olsson
Erik Staffan Olsson (Upsália, 26 de março de 1964) é um ex-handebolista profissional e treinador sueco, medalhista olimpico.
Staffan Olsson fez parte dos elencos medalha de prata de Barcelona 1992 e Atlanta 1996 e Sydney 2000. Ele é duas vezes campeão mundial e quatro vezes europeu, é um dos atuais treinadores da Suécia.